# Guilherme Santos
Guilherme Caribé Oliveira Santos  (Salvador, 1 de marzo de 2003) es un nadador brasileño. 

## Carrera
En el Campeonato Sudamericano de Natación de 2021, ganó una medalla de oro en el relevo 4x100 m estilo libre.
En 2022, alcanzó el cuarto lugar del ranking brasileño adulto de todos los tiempos tras marcar 47,82 segundos en los 100 metros libres, sólo detrás de César Cielo (46,91), Marcelo Chierighini (47,68) y Nicolas Oliveira (47,78). Ese mismo año, Caribé logró una marca de 21,87 en los 50 metros libres, algo que sólo Bruno Fratus, entre los brasileños, había hecho en los últimos cuatro años. También en 2022 recibió una invitación para estudiar en la Universidad de Tennessee.
Estuvo en el Campeonato Mundial de Natación de 2023 donde terminó 12º en los 100 metros libre, 6º en el relevo 4 × 100 metros libre y 6º en el relevo mixto 4 × 100 metros estilo libre.
En los Juegos Panamericanos de 2023 celebrados en Santiago, Chile, ganó tres medallas de oro: en los 100 m libre, con tiempo de 48.06, alcanzando el índice olímpico para los Juegos Olímpicos de París 2024; y en los relevos 4x100m libre masculino y 4x100m libre mixto de Brasil.
El 9 de mayo de 2024, compitiendo en las Pruebas Olímpicas de Natación de Brasil, logró un tiempo de 47,95 en las eliminatorias de 100 m estilo libre, garantizando su clasificación para París 2024. El 11 de mayo, en la misma competición, aseguró otra plaza olímpica, ahora en los 50 m libre, con un tiempo de 21,88.